# Eurycorypha stenophthalma
Eurycorypha stenophthalma is een rechtvleugelig insect uit de familie sabelsprinkhanen (Tettigoniidae). De wetenschappelijke naam van deze soort is voor het eerst geldig gepubliceerd in 1963 door Lucien Chopard.